# Nuvilly
Nuvilly (Freiburger Patois Nuviyiⓘ) ist eine politische Gemeinde im Distrikt Broye des Kantons Freiburg in der Schweiz.

## Geographie
Nuvilly liegt auf 629 m ü. M., 9 km westsüdwestlich von Payerne (Luftlinie) in der freiburgischen Exklave Estavayer-le-Lac. Das Haufendorf erstreckt sich auf einem Geländevorsprung am östlichen Talhang der Petite Glâne, im Molassehügelland des nordwestlichen Freiburger Mittellandes.
Die Fläche des 4,0 km² grossen Gemeindegebiets umfasst einen Abschnitt des Molassehügellandes zwischen dem Neuenburgersee und dem mittleren Broyetal. Das Gebiet wird im Westen streckenweise von der Petite Glâne begrenzt, ein kleiner Teil liegt auch links des Baches. Von der Petite Glâne erstreckt sich der Gemeindeboden auf das Plateau von Nuvilly und die nördlich angrenzende Höhe Haut d'Aumont (656 m ü. M.). Im Südosten reicht das Gebiet auf die Waldhöhe von Aclex und erreicht im Bois Mounet mit 745 m ü. M. den höchsten Punkt von Nuvilly. Von der Gemeindefläche entfielen 1997 5 % auf Siedlungen, 19 % auf Wald und Gehölze und 76 % auf Landwirtschaft.
Zu Nuvilly gehören einige Einzelhöfe. Nachbargemeinden von Nuvilly sind Estavayer und Les Montets im Kanton Freiburg sowie Valbroye und Treytorrens (Payerne) im Kanton Waadt.

## Bevölkerung
Mit 493 Einwohnern (Stand 31. Dezember 2023) gehört Nuvilly zu den kleinen Gemeinden des Kantons Freiburg. Von den Bewohnern sind 95,2 % französischsprachig, 3,4 % deutschsprachig, und 0,7 % sprechen Portugiesisch (Stand 2000). Die Bevölkerungszahl von Nuvilly belief sich 1900 auf 389 Einwohner. Im Verlauf des 20. Jahrhunderts nahm die Bevölkerung durch starke Abwanderung bis 1970 kontinuierlich um fast 40 % auf 238 Einwohner ab. Seither wurde wieder ein leichtes Bevölkerungswachstum verzeichnet.

## Wirtschaft
Nuvilly war bis in die zweite Hälfte des 20. Jahrhunderts ein vorwiegend durch die Landwirtschaft geprägtes Dorf. Durch die Wasserkraft der Petite Glâne wurde früher eine Mühle betrieben. Noch heute haben der Ackerbau und der Obstbau sowie die Milchwirtschaft und die Viehzucht einen wichtigen Stellenwert in der Erwerbsstruktur der Bevölkerung. Weitere Arbeitsplätze sind im lokalen Kleingewerbe und im Dienstleistungssektor vorhanden, darunter in einem Betrieb des Baugewerbes. In den letzten Jahrzehnten hat sich das Dorf auch zu einer Wohngemeinde entwickelt. Viele Erwerbstätige sind deshalb Wegpendler, die hauptsächlich in den Regionen Estavayer-le-Lac und Payerne arbeiten.

## Verkehr
Die Gemeinde liegt abseits der grösseren Durchgangsstrassen an einer Verbindungsstrasse von Payerne nach Combremont-le-Grand. Durch eine Buslinie der Transports publics Fribourgeois, die von Estavayer-le-Lac aus in einem Rundkurs das Hinterland bedient, ist Nuvilly an das Netz des öffentlichen Verkehrs angebunden.

## Geschichte
Die erste urkundliche Erwähnung des Ortes erfolgte 1242 unter dem Namen Nuovillie. Später erschienen die Bezeichnungen Nuvilie (1317), Nuvillye (1343), Nuuilli (1665) und Nuiullie (1668). Die Etymologie des Ortsnamens ist nicht eindeutig geklärt. Nuvilly ist entweder vom gallorömischen Personennamen Novellius abgeleitet oder geht auf die lateinischen Wörter Novelli (fundi) (neu urbar gemachte Gebiete) zurück.
Seit dem 14. Jahrhundert war Nuvilly im Besitz der Herren von Chenaux (Estavayer), jedoch hatten auch die Herren von La Molière Grundeigentum auf dem Gemeindegebiet. Nachdem Bern 1536 das Waadtland erobert hatte, kam Nuvilly unter die Herrschaft von Freiburg und wurde der Vogtei Estavayer zugeteilt. Nach dem Zusammenbruch des Ancien Régime (1798) gehörte das Dorf während der Helvetik und der darauffolgenden Zeit zum Bezirk Estavayer und ab 1817 zum Bezirk Surpierre, bevor es 1848 in den Bezirk Broye eingegliedert wurde.

## Bildung

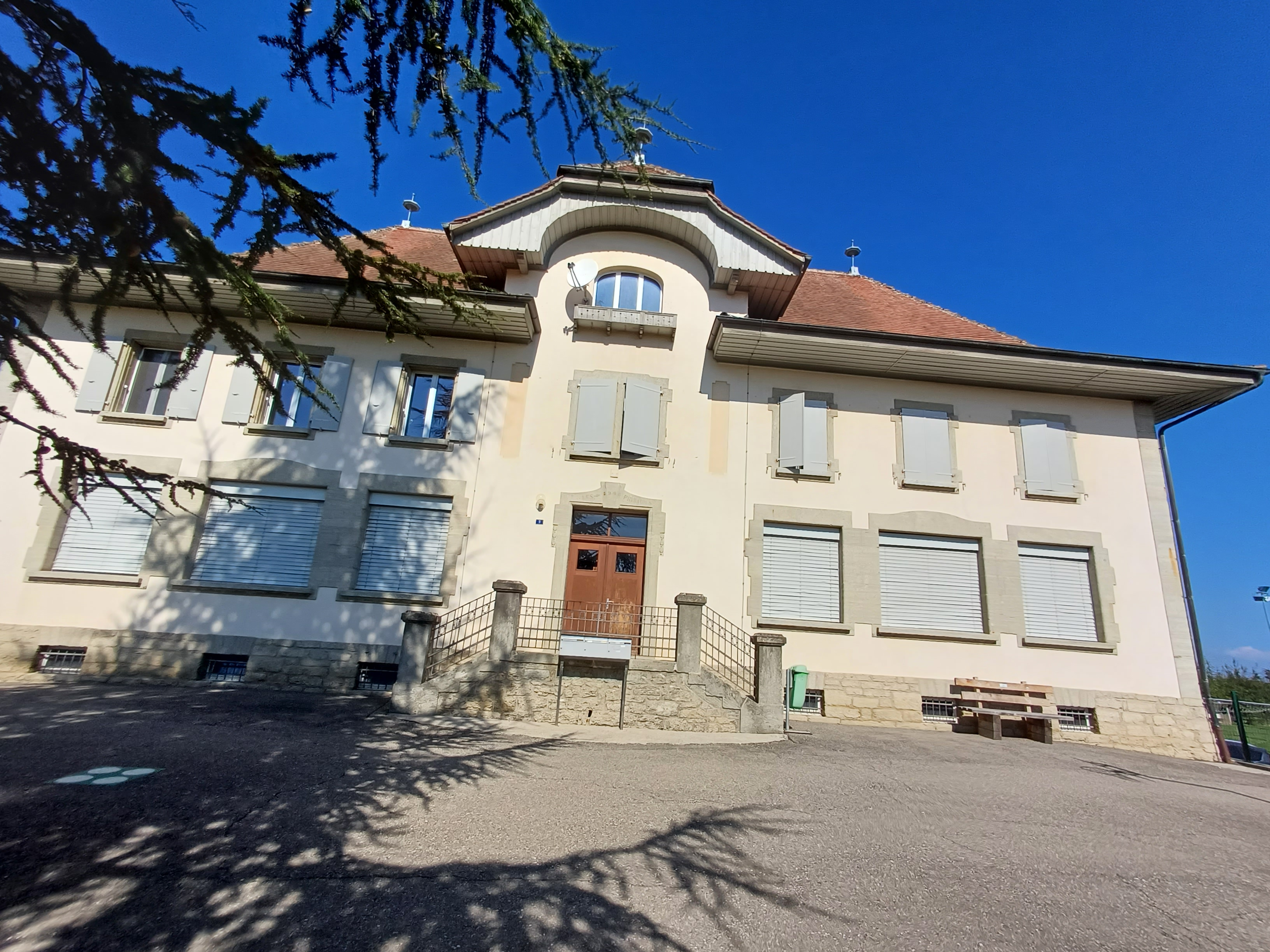
Schule von Nuvilly

Im Kanton Freiburg ist die Schulpflicht in drei Zyklen unterteilt. Nuvilly ist Teil des cercle scolaire Les Montets / Nuvilly, zu dem die Ortschaften Aumont, Frasses, Granges de Vesin, Les Montets und Nuvilly gehören. In diesem Schulkreis wird nur Unterricht für die Zyklen 1 und 2 angeboten. Ab 9. Jahr (Orientierungsschule) müssen die Schülerinnen und Schüler anderweitig unterrichtet werden.
Die Schülerinnen und Schüler sind geografisch auf die Ortschaften Aumont (zwei Klassen von 1H und 2H im Jahr 2023–2024), Nuvilly (drei Klassen von 3H und 4H) und Les Montets (fünf Klassen von 5H bis 8H) aufgeteilt.

## Sehenswürdigkeiten
Die Kirche von Nuvilly, 1690 dem heiligen Jakobus dem Älteren geweiht, ist eine Sehenswürdigkeiten von regionaler Bedeutung (B-Objekt in der Liste des Kulturgüterschutzes).

Die Kirche wurde zwischen 2006 und 2007 renoviert. Das Innere schmücken Glasfenster (zum Beispiel mit Josef von Nazaret und Bernadette Soubirous) und beiderseits des Chors und im vorderen Teil ein Triptychon. 

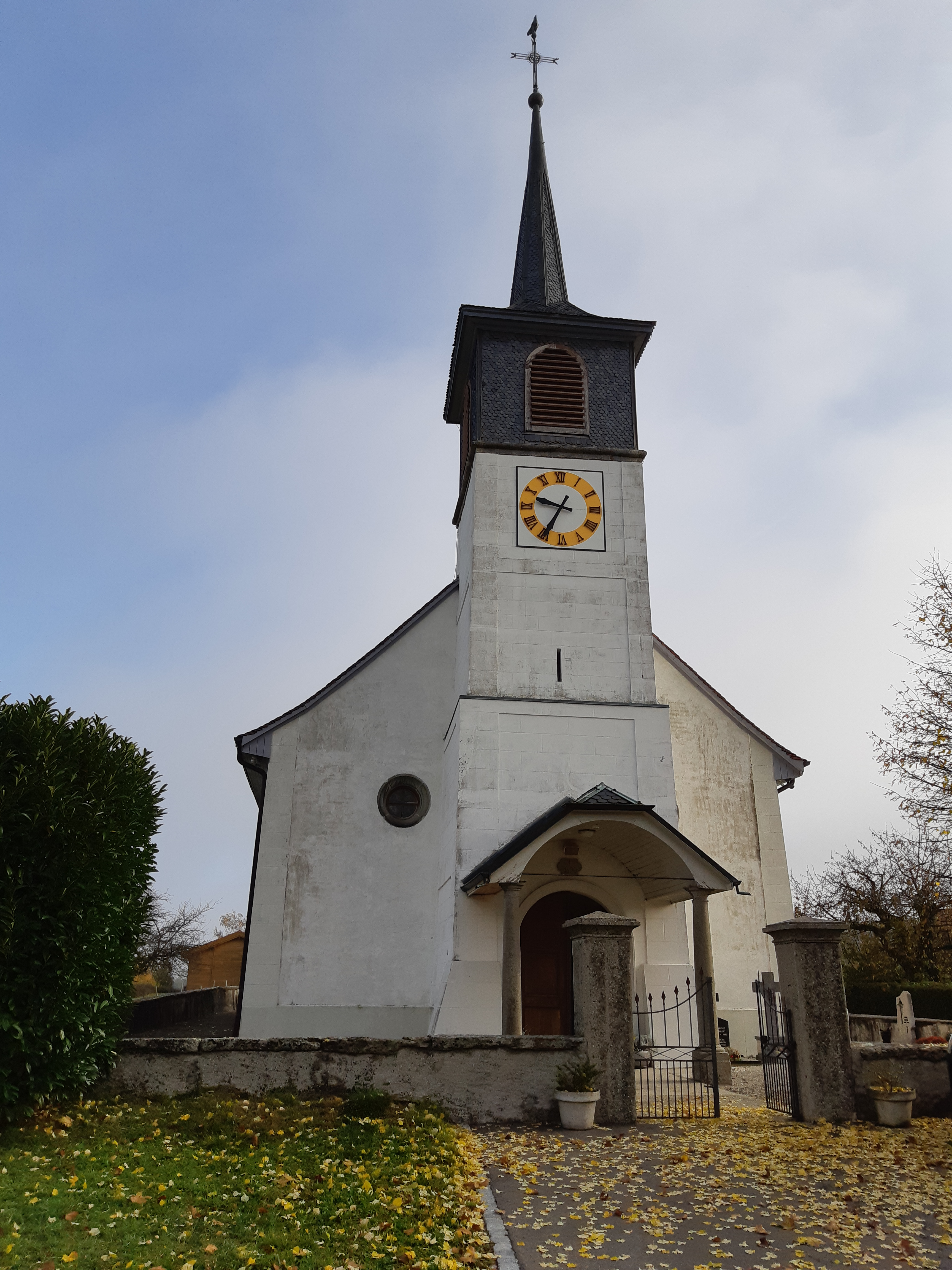
Pfarrkirche in Nuvilly

## Persönlichkeiten
- François-Xavier Bondallaz (1801–1870), Politiker